# Carlos Gardel, historia de un ídolo
Carlos Gardel, historia de un ídolo es una película documental en blanco y negro de Argentina dirigida por Solly Schroder según su propio guion que se estrenó el 16 de abril de 1964 y que tuvo como protagonistas a Carlos Gardel, Tito Lusiardo y Julio Jorge Nelson.

## Sinopsis
Documental sobre la vida de Carlos Gardel y la construcción del mito.

## Reparto
Participaron del filme los siguientes intérpretes:
- Carlos Gardel 	... 	Él mismo (imágenes de archivo)
- Tito Lusiardo
- Julio Jorge Nelson
- Liliana Lagos
- Bettina Hudson
- Anselmo Orani
- Carlos Canessa
- Pacheco Fernández
- Juan Carlos Copes
- María Nieves

## Comentarios
Antonio A. Salgado opinó en Tiempo de Cine:

”Solly…en… su primer film… Contó con material del Archivo Gráfico de la Nación, con escenas filmadas a propósito, y, principalmente, con fragmentos de cinco films de Gardel. El propósito fue establecer un paralelo entre la evolución del cantor y la del país. El film intercala canciones de Gardel con fotografías sobre inmigrantes europeos y tomas del combate Firpo-Dempsey, la Semana trágica, la ascensión de Uriburu al gobierno, el entierro de Yrigoyen, etc. Estas escenas están relacionadas con las de Gardel por el común tiempo en que transcurrieron; fijan la época pero no enriquecen el tema central. El material filmado exprofeso por Solly es el más objetable: la escena del candombe en Montevideo requería otro ángulo para que la gente pareciera más de la que es: un baile sobre los orígenes del tango está bien ilustrado musicalmente, pero es demasiado largo y desentona en el contexto; el doble que simula la silueta de Gardel molesta en un film donde también se ve la verdadera imagen del cantor. La elección de Lusiardo y Nelson como comentaristas tampoco es adecuada; únicamente factores sentimentales la explican: el primero actuó con Gardel y el segundo difunde sus discos por radio. Presentar a ambos frente a la cámara no es la mejor ilustración posible para la información que aportan….este film, que presenta a Gardel en una recopilación que nadie había intentado antes -lo cual es un mérito-, no cumple la premisa inicial de Solly; esto es, no analiza las causas que construyeron el mito: las sobreentiende o incluye material informativo circunstancial. A las virtudes personales de Gardel, Solly es ajeno.”

Una parte de la melodía del tango El último café fue incluida por Héctor Stamponi como música incidental en el filme para acompañar las imágenes del entierro del biografiado y el recitado del poema Muerte y entierro de Gardel, de Raúl González Tuñón que realiza desde fuera de la pantalla Julio Jorge Nelson.